# Tour du Jura Cycliste 2021
Tour du Jura Cycliste 2021 er den 18. udgave af det franske cykelløb Tour du Jura Cycliste. Det 163 km lange linjeløb bliver kørt i departementet Jura den 17. april 2021. Det er første gang at det afholdes som et éndagsløb, da det tidligere indeholdt flere etaper. Løbet er en del af UCI Europe Tour 2021. Den oprindelige 18. udgave blev i 2020 aflyst på grund af coronaviruspandemien.

## Resultat
| \| Samlede stilling \| Samlede stilling \| Samlede stilling \| Samlede stilling \| Samlede stilling \| \| Rytter \| Rytter \| Hold \| Tid \| \| \| ---------------- \| ---------------- \| ---------------- \| ---------------- \| ---------------- \| |        |      |     |
| |        |      |     |
| Kilde: ProCyclingStats |        |      |     |
| Samlede stilling |        |      |     |
| Rytter | Rytter | Hold | Tid |